# 费庈父
费庈父（?—?），又作费伯，春秋时期鲁国大夫。
费庈父的封邑在费亭（今山东省鱼台县西南）。鲁隐公元年（前722年）四月，费伯率军在郎地（今山东省鱼台县东北）筑城。《左传》认为《春秋经》没有记载此事，是因为他是私自筑城，不是奉鲁隐公的命令。鲁隐公二年（前721年）四月，鲁国司空无骇带兵进入极国（今山东省金乡县东南），派费庈父灭亡了极国。王厚之《钟鼎款识》收录有𢉅父鼎，阮元认为𢉅父就是费庈父。